# Joliette (metropolitana di Marsiglia)
Joliette è una stazione della linea 2 della metropolitana di Marsiglia. È situata sotto place de La Joliette, nel II arrondissement di Marsiglia, e serve il quartiere di La Joliette.

## Storia
La stazione è stata aperta al traffico il 3 marzo 1984 come parte del primo troncone della linea 2 compreso tra Joliette e Castellane.

## Interscambi
Nelle vicinanze della stazione effettuano fermata diverse linee di tram, autobus urbani ed interurbani.
- Fermata tram (linea 2 e 3)
- Fermata autobus